# Programa Explorers
El programa Explorers (Exploradores, en español) es un programa de exploración espacial de los Estados Unidos, que da oportunidades de investigar mediante las sondas espaciales, sobre física, geofísica, heliofísica y astrofísica en el espacio. Más de 90 misiones espaciales se han realizado desde el año 1958 y sigue aumentando el número. Dio comienzo con el lanzamiento del satélite Explorer 6 el 7 de agosto de 1959, controlado desde la NASA, teniendo colaboración regular de un gran número de instituciones, nacionales como internacionales.

## Historia

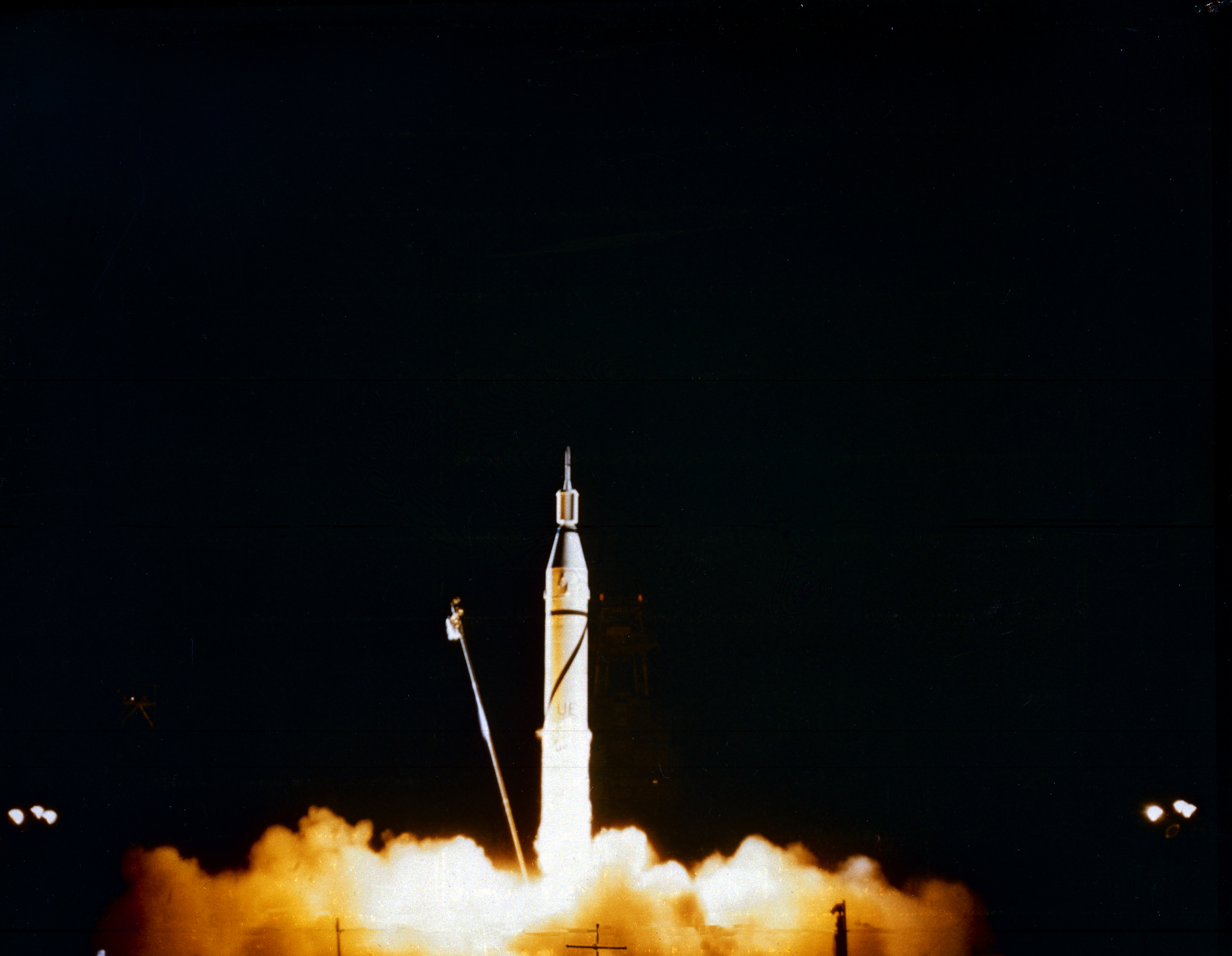
Encendido del cohete Júpiter-C para poner en órbita al satélite artificial Explorer 1

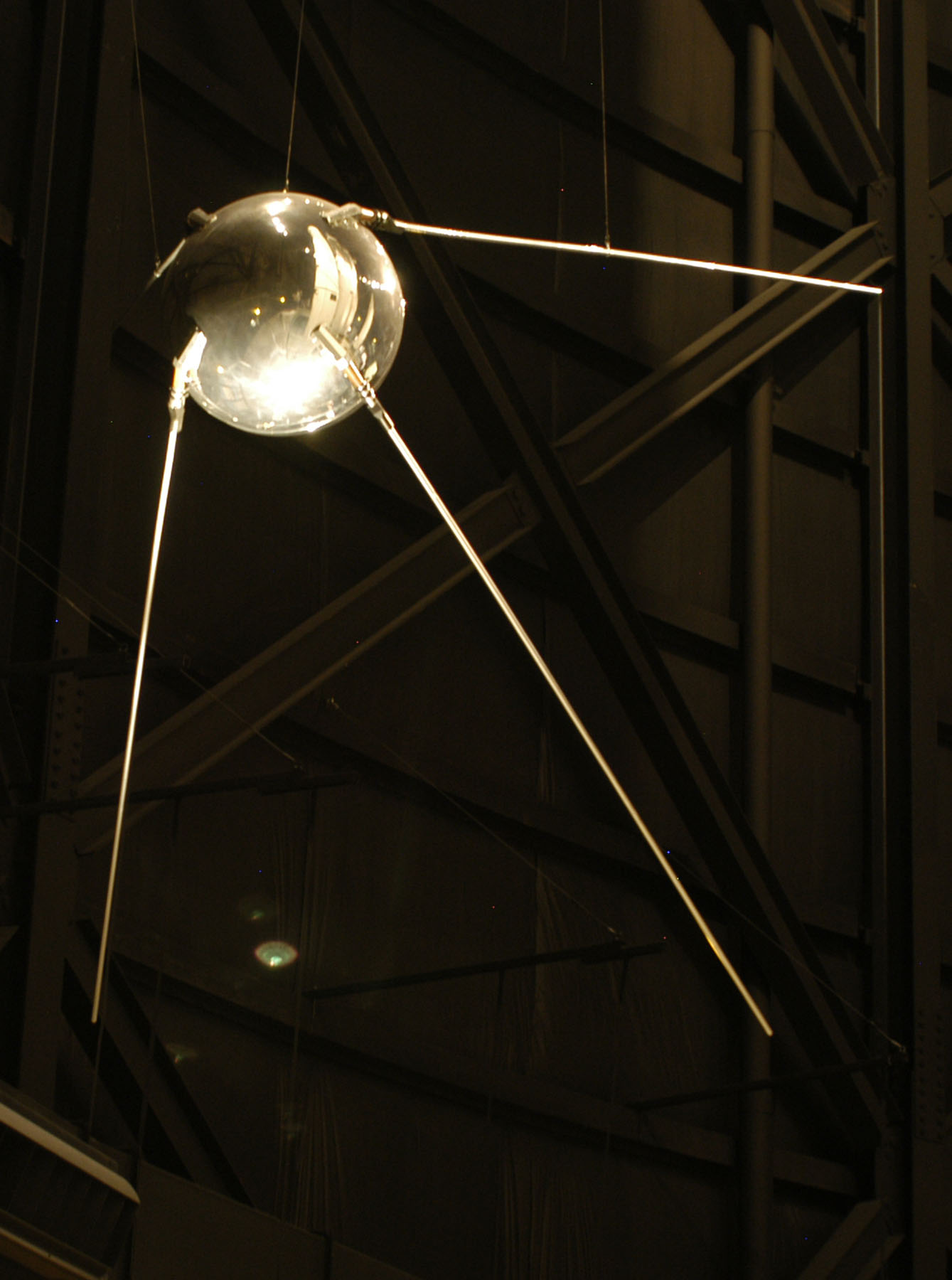
Sputnik causa gran impresión en todo el oeste

El programa Explorers, se inició con el primer intento de lanzar un satélite artificial desde los Estados Unidos con éxito. Comenzó siendo una propuesta del Ejército de los Estados Unidos (Proyecto Orbiter) para colocar un satélite en órbita con fines científicos durante el Año Geofísico Internacional, sin embargo, la propuesta fue rechazada favoreciendo así a otra propuesta paralela realizada por la Armada de los Estados Unidos, llamada Proyecto Vanguard. El programa Explorers se puso en marcha más tarde, para comenzar la carrera que había iniciado la Unión Soviética que había lanzado el Sputnik 1, el 4 de octubre de 1957 (véase Crisis del Sputnik). El Explorer 1 fue lanzado el 21 de enero de 1958. Además de convertirse en el primer satélite lanzado por los Estados Unidos, también es famoso por haber descubierto los Cinturones de Van Allen.
El programa se transfirió a la NASA, que continuó utilizando el nombre para una serie de pequeñas misiones espaciales específicas que ya estaban en marcha. A lo largo de los años, la NASA puso en funcionamiento otras misiones de mayor índole con el mismo nombre.
Los satélites Explorers han realizado importantes descubrimientos, como: la magnetosfera terrestre y la forma de su campo magnético; el viento solar; las propiedades de los micrometeoroides que constantemente caen sobre la Tierra; los rayos ultravioletas, los cósmicos, y los rayos X del sistema solar y el universo lejano; la física de la ionosfera; la fulguración solar; las partículas energéticas solares, y la física atmosférica. Estas misiones también estudiaron la densidad del aire, la radioastronomía, la geodesia y la astronomía de rayos gamma. Varios telescopios espaciales hicieron múltiples descubrimientos, incluyendo el primer asteroide troyano conocido de la Tierra.

## Misiones por tipo

### Exploradores de Clase Media (MIDEX)
El programa Exploradores de Clase Media (Medium-Class Explorer - MIDEX) es una posibilidad que permite a la NASA financiar misiones de exploración espacial que no cuestan más de US $ 180 millones de dólares.
| Nombre                                                                                   | MIDEX número | Explorador número | Lanzamiento (UTC)       | Estado                            |
| ---------------------------------------------------------------------------------------- | ------------ | ----------------- | ----------------------- | --------------------------------- |
| Plataforma de monitoreo interplanetario-8 (Interplanetary Monitoring Platform-8 - IMP-8) |              | Explorer-50       | 26 de octubre de 1973   | Finalizado: 28 de octubre de 2001 |
| RXTE                                                                                     |              | Explorer-69       | 30 de diciembre de 1995 | Finalizado: 5 de enero de 2012    |
| ACE                                                                                      |              | Explorer-71       | 25 de agosto de 1997    | Operativo                         |
| FUSE                                                                                     | MIDEX 0      | Explorer-77       | 23 de junio de 1999     | Finalizado: 18 de octubre de 2007 |
| IMAGE                                                                                    | MIDEX 1      | Explorer-78       | 25 de marzo de 2000     | Finalizado                        |
| WMAP                                                                                     | MIDEX 2      | Explorer-80       | 20 de junio de 2001     | Finalizado: octubre de 2012       |
| SWIFT                                                                                    | MIDEX 3      | Explorer-84       | 20 de noviembre de 2004 | Operativo                         |
| FAME                                                                                     | MIDEX 4      | —                 | —                       | Cancelado                         |
| THEMIS A                                                                                 | MIDEX 5A     | Explorer-85       | 17 de febrero de 2007   | Operativo                         |
| THEMIS B                                                                                 | MIDEX 5B     | Explorer-86       | 17 de febrero de 2007   | Operativo                         |
| THEMIS C                                                                                 | MIDEX 5C     | Explorer-87       | 17 de febrero de 2007   | Operativo                         |
| THEMIS D                                                                                 | MIDEX 5D     | Explorer-88       | 17 de febrero de 2007   | Operativo                         |
| THEMIS E                                                                                 | MIDEX 5E     | Explorer-89       | 17 de febrero de 2007   | Operativo                         |
| WISE                                                                                     | MIDEX 6      | Explorer-92       | 14 de diciembre de 2009 | Finalizado: 2014                  |
| TESS                                                                                     |              |                   | 18 de abril de 2018     | Operativo                         |
| ICON                                                                                     |              |                   | 11 de octubre de 2019   | Operativo                         |

### Small Explorers (SMEX)
El Small Explorer program (SMEX) (en castellano: programa Small Explorer) es un proyecto dentro de la NASA para financiar misiones de exploración espacial que no superen el presupuesto total de más de 120 millones de dólares. Se inició en el año 1989 siendo una extensión del programa Explorers.

#### Fases del programa
El primer grupo SMEX estaba compuesto por tres misiones que se lanzaron entre 1992 y 1998. El segundo grupo era de dos misiones lanzadas entre en 1998 y 1999. Estas misiones fueron gestionadas por el Small Explorer Project Office en Centro de vuelo espacial Goddard (GSFC) de la NASA. A principios de 1999, esa oficina fue clausurada habiendo sido iniciado el procedimiento para lanzar un tercer grupo de misiones SMEX, la NASA convirtió el programa para que cada misión fuera administrada por su Investigador Principal, con la supervisión del GSFC Explorers Project.
A partir de 2017, la NASA financia un estudio a modo de competición de posibles candidatos a cinco misiones de pequeños exploradores heliofísicos, con la expectativa de que fuera seleccionada una propuesta finalista que despegara en 2022. Las propuestas son Mechanisms of Energetic Mass Ejection – eXplorer (MEME-X), Focusing Optics X-ray Solar Imager (FOXSI), Multi-Slit Solar Explorer (MUSE), Tandem Reconnection and Cusp Electrodynamics Reconnaissance Satellites (TRACERS), y Polarimeter to Unify the Corona and Heliosphere (PUNCH).
| Nombre  | Número SMEX | Número Explorer | Lanzamiento (UTC)      | Estado                                                                 |
| ------- | ----------- | --------------- | ---------------------- | ---------------------------------------------------------------------- |
| SAMPEX  | SMEX-1      | Explorer-68     | 3 de julio de 1992     | Finalización: 30 de junio de 2004 Reentrada : 13 de noviembre de 2012  |
| TOMS-EP |             |                 | 2 de julio de 1996     | Único instrumento : Espectrómetro de mapeo de ozono total 3 (TOMS-EP). |
| FAST    | SMEX-2      | Explorer-70     | 21 de agosto de 1996   | Finalización: 4 de mayo de 2009                                        |
| SWAS    | SMEX-3      | Explorer-74     | 6 de diciembre de 1998 | Finalización: 21 de julio de 2004                                      |
| TRACE   | SMEX-4      | Explorer-73     | 2 de abril de 1998     | Finalización: 21 de junio de 2010                                      |
| WIRE    | SMEX-5      | Explorer-75     | 5 de marzo de 1999     | Fallo de la nave espacial Reentrada: 10 de mayo de 2011                |
| RHESSI  | SMEX-6      | Explorer-81     | 5 de febrero de 2002   | Operativo                                                              |
| GALEX   | SMEX-7      | Explorer-83     | 28 de abril de 2003    | Finalización : mayo de 2012 Desmontado: 28 de junio de 2013            |
| SPIDR   | SMEX-8      | —               | —                      | Cancelado, instrumento no funcionó como se esperaba                    |
| AIM     | SMEX-9      | Explorer-90     | 25 de abril de 2007    | Operativo                                                              |
| IBEX    | SMEX-10     | Explorer-91     | 19 de octubre de 2008  | Operativo                                                              |
| NuSTAR  | SMEX-11     | Explorer-93     | 13 de junio de 2012    | Operativo                                                              |
| IRIS    | SMEX-12     | Explorer-94     | 28 de junio de 2013    | Operativo                                                              |
| GEMS    | SMEX-13     | —               | —                      | Cancelado, alto presupuesto                                            |
| IXPE    | SMEX-14     | TBD             | 2021                   | En desarrollo                                                          |

### University-Class Explorers (UNEX)
Las investigaciones se caracterizan por la definición, el desarrollo, las operaciones de la misión y los costos de análisis de datos que no deben exceder los US$15 millones (dólares del año real) del costo total para la NASA. Las misiones UNEX se lanzarán mediante una variedad de métodos de bajo costo.
| Nombre | Número UNEX | Explorer    | Lanzamiento (UTC)     | Estado                               |
| ------ | ----------- | ----------- | --------------------- | ------------------------------------ |
| SNOE   |             | Explorer-72 | 26 de febrero de 1998 | Completado: 30 de septiembre de 2000 |
| CHIPS  |             | Explorer-82 | 12 de enero de 2003   | Completado                           |

### Missions of Opportunity (MO)
El programa Missions of Opportunity (MO, Misiones de Oportunidad) proporciona fondos para instrumentos científicos o componentes de hardware de misiones espaciales a bordo que no son de la NASA. Las misiones MO tienen un costo total de la NASA de menos de US$55 millones.
| Nombre | Explorer    | Lanzamiento (UTC)                                         | Estado                              |
| ------ | ----------- | --------------------------------------------------------- | ----------------------------------- |
| HETE-2 | Explorer-79 | 9 de octubre de 2000                                      | Terminado                           |
| Suzaku | -           | 10 de julio de 2005                                       | Completado: 2 de septiembre de 2015 |
| TWINS  | -           | TWINS-1: 28 de junio de 2006 TWINS-2: 13 de junio de 2008 | Operacional                         |
| CINDI  | -           | 16 de abril de 2008                                       | Finalizado en 2015                  |
| Hitomi | -           | 17 de febrero de 2016                                     | Fallido                             |
| NICER  | -           | 3 de junio de 2017                                        | Operacional                         |
| GOLD   | -           | 25 de enero de 2018                                       | Operacional                         |
| GUSTO  | -           | 2021                                                      | En desarrollo                       |
| XARM   | -           | marzo de 2021                                             | En desarrollo                       |
| CASE   | -           | 2029                                                      | ARIEL, seleccionado por la ESA      |

### Misiones internacionales
| Nombre   | Explorer  | Lanzamiento (UTC)     | Estado      |
| -------- | --------- | --------------------- | ----------- |
| INTEGRAL | Explorer- | 17 de octubre de 2002 | Operacional |

## Nave espacial lanzada
Los números de los nombres de los exploradores se pueden encontrar en el catálogo maestro de NSSDC, normalmente asignados a cada nave espacial en una misión. Estos números no fueron asignados oficialmente hasta después de 1975.
| #  | Nombre(s)                                                                               | Fecha de lanzamiento     | Misión                                                                                  | Fin de los datos                                                       | Reingreso                                   |
| -- | --------------------------------------------------------------------------------------- | ------------------------ | --------------------------------------------------------------------------------------- | ---------------------------------------------------------------------- | ------------------------------------------- |
| 1  | Explorer 1                                                                              | 31 de enero de 1958      | Estudios de partículas energéticas, descubrió el cinturón de radiación de Van Allen     | 23 de mayo de 1958                                                     | 31 de marzo de 1970                         |
| 2  | Explorer 2                                                                              | 5 de marzo de 1958       | No ha conseguido alcanzar la órbita                                                     | –                                                                      | –                                           |
| 3  | Explorer 3 (Gamma 1)                                                                    | 26 de marzo de 1958      | Estudios de partículas energéticas                                                      | 27 de junio de 1958                                                    | 27 de junio de 1958                         |
| 4  | Explorer 4                                                                              | 26 de julio de 1958      | estudios de pruebas nucleares                                                           | 5 de octubre de 1958                                                   | 23 de octubre de 1959                       |
| 5  | Explorer 5                                                                              | 24 de agosto de 1958     | No ha conseguido alcanzar la órbita                                                     | –                                                                      | –                                           |
| –  | Explorer 7x (S 1)                                                                       | 16 de julio de 1959      | Medir el equilibrio de la radiación de la Tierra, destruida por la seguridad de la gama | –                                                                      | –                                           |
| 6  | Explorer 6 (S-2)                                                                        | 7 de agosto de 1959      | Investigación sobre la magnetosfera                                                     | 6 de octubre de 1959                                                   | 1 de julio de 1961                          |
| 7  | Explorer 7 (S 1A)                                                                       | 13 de octubre de 1959    | Estudios de partículas energéticas                                                      | 24 de agosto de 1961                                                   | En órbita                                   |
| –  | S 46                                                                                    | 23 de marzo de 1960      | Analizar las energías de radiación de electrones y protones, sin lograr la órbita       | –                                                                      | –                                           |
| 8  | Explorer 8 (S 30)                                                                       | November 3, 1960         | Composición atmosférica medida de la ionosfera                                          | 27 de diciembre de 1960                                                | 27 de marzo de 2012                         |
| –  | S-56                                                                                    | 4 de diciembre de 1960   | Las mediciones de la densidad atmosférica, no lograron alcanzar la órbita               | –                                                                      | –                                           |
| 9  | Explorer 9 (S 56A)                                                                      | 16 de febrero de 1961    | Mediciones de la densidad atmosférica                                                   | 9 de abril de 1964                                                     | 9 de abril de 1964                          |
| –  | S-45                                                                                    | 24 de febrero de 1961    | La investigación de la ionosfera, no logró alcanzar la órbita                           | –                                                                      | –                                           |
| 10 | Explorer 10 (P 14)                                                                      | 25 de marzo de 1961      | Campo magnético investigado entre la Tierra y la Luna                                   | 25 de marzo de 1961                                                    | 1 de junio de 1968                          |
| 11 | Explorer 11 (S 15)                                                                      | 27 de abril de 1961      | Astronomía de rayos gamma                                                               | 17 de noviembre de 1961                                                | En órbita                                   |
| –  | S 45A                                                                                   | 25 de mayo de 1961       | La investigación de la ionosfera, no logró alcanzar la órbita                           | –                                                                      | –                                           |
| –  | S 55 (Meteoroid Satellite-A, Micrometeorite Explorer)                                   | 30 de junio de 1961      | La investigación de los micrometeoritos, no logró alcanzar la órbita                    | –                                                                      | –                                           |
| 12 | EPE-A (S 3, Energetic Particle Explorer-A)                                              | 16 de agosto de 1961     | Investigación de partículas energéticas                                                 | 6 de diciembre de 1961                                                 | 1 de septiembre de 1963                     |
| 13 | S 55A                                                                                   | 25 de agosto de 1961     | Investigación de micrometeoritos                                                        | 28 de agosto de 1961                                                   | 28 de agosto de 1961                        |
| 14 | EPE-B (Energetic Particle Explorer-B)                                                   | 2 de octubre de 1962     | Investigación de partículas energéticas                                                 | 11 de agosto de 1963                                                   | 1 de julio de 1966                          |
| 15 | EPE-C (Energetic Particle Explorer-C)                                                   | 27 de octubre de 1962    | Investigación de partículas energéticas                                                 | 30 de enero de 1963                                                    | 15 de enero de 1978                         |
| 16 | S 55B                                                                                   | 16 de diciembre de 1962  | Investigación de micrometeoritos                                                        | 22 de julio de 1963                                                    | En órbita                                   |
| 17 | AE-A (Atmosphere Explorer-A)                                                            | 3 de abril de 1963       | Investigación atmosférica                                                               | 10 de julio de 1963                                                    | 24 de noviembre de 1966                     |
| 18 | IMP-A (IMP 1, Interplanetary Monitoring Platform-A)                                     | 27 de noviembre de 1963  | Investigación magnetosférica                                                            | 10 de mayo de 1965                                                     | 30 de diciembre de 1965                     |
| 19 | AD-A (Atmospheric Density-A)                                                            | 19 de diciembre de 1963  | Mediciones de la densidad atmosférica                                                   | 10 de mayo de 1981                                                     | 10 de mayo de 1981                          |
| 20 | IE-A (S 48, TOPSI, Ionosphere Explorer-A)                                               | 25 de agosto de 1964     | Investigación de la ionosfera                                                           | 29 de diciembre de 1965                                                | In orbit                                    |
| 21 | IMP-B (IMP 2, Interplanetary Monitoring Platform-B)                                     | 4 de octubre de 1964     | Investigación magnetosférica                                                            | 13 de octubre de 1965                                                  | 30 de enero de 1966                         |
| 22 | BE-B (S 66, Beacon Explorer-B)                                                          | 10 de octubre de 1964    | Investigación ionosférica y geodésica                                                   | Febrero de 1970                                                        | En órbita                                   |
| 23 | S 55C                                                                                   | 6 de noviembre de 1964   | Investigación micrometeorológica                                                        | 7 de noviembre de 1965                                                 | 29 de junio de 1983                         |
| 24 | AD-B (Atmospheric Density-B)                                                            | 21 de noviembre de 1964  | Mediciones de la densidad atmosférica                                                   | 18 de octubre de 1968                                                  | 18 de octubre de 1968                       |
| 25 | Injun 4 (IE-B, Ionosphere Explorer-B)                                                   | 21 de noviembre de 1964  | Investigación ionosférica                                                               | December 1966                                                          | En órbita                                   |
| 26 | EPE-D (Energetic Particle Explorer-D)                                                   | 21 de diciembre de 1964  | Observaciones de partículas de alta energía                                             | 27 de diciembre de 1967                                                | En órbita                                   |
| 27 | BE-C (Beacon Explorer-C)                                                                | 29 de abril de 1965      | Investigación magnetosférica                                                            | 20 de julio de 1973                                                    | En órbita                                   |
| 28 | IMP-C (IMP 3, Interplanetary Monitoring Platform-C)                                     | 29 de mayo de 1965       | Investigación magnetosférica                                                            | 12 de mayo de 1967                                                     | 4 de julio de 1968                          |
| 29 | GEOS 1 (GEOS-A, Geodetic Earth Orbiting Satellite-1)                                    | 6 de noviembre de 1965   | Vigilancia geodésica de la Tierra                                                       | 23 de junio de 1978                                                    | En órbita                                   |
| 30 | SOLRAD 8 (SE-A)                                                                         | 19 de noviembre de 1965  | Control de la radiación solar (Cobertura para una misión ELINT encubierta)              | 5 de noviembre de 1967                                                 | En órbita                                   |
| 31 | DME A                                                                                   | 29 de noviembre de 1965  | Investigación ionosférica                                                               | 1 de octubre de 1969                                                   | En órbita                                   |
| 32 | AE-B (Atmosphere Explorer-B)                                                            | 25 de mayo de 1966       | Investigación atmosférica                                                               | March 1967                                                             | 22 de febrero de 1985                       |
| 33 | IMP-D (AIMP 1, Interplanetary Monitoring Platform-D)                                    | 1 de julio de 1966       | Investigación magnetosférica                                                            | September 21, 1971                                                     | In orbit                                    |
| 34 | IMP-F (IMP 4, Interplanetary Monitoring Platform-F)                                     | 24 de mayo de 1967       | Investigación magnetosférica                                                            | 3 de mayo de 1969                                                      | 3 de mayo de 1969                           |
| 35 | IMP-E (AIMP 2, Interplanetary Monitoring Platform-E)                                    | 19 de julio de 1967      | Investigación magnetosférica                                                            | 24 de junio de 1973                                                    | En la órbita lunar                          |
| 36 | GEOS 2 (GEOS-B, Geodetic Earth Orbiting Satellite-2)                                    | 11 de enero de 1968      | Vigilancia geodésica de la Tierra                                                       | 1 de julio de 1982                                                     | En órbita                                   |
| 37 | SOLRAD 9 (SE B)                                                                         | 5 de marzo de 1968       | Control de la radiación solar (Cobertura para una misión ELINT encubierta)              | 30 de abril de 1974                                                    | 16 de noviembre de 1990                     |
| 38 | RAE-A (RAE 1, Radio Astronomy Explorer-A)                                               | 4 de julio de 1968       | Radioastronomía                                                                         | ?                                                                      | En órbita                                   |
| 39 | AD-C (Atmospheric Density-C)                                                            | 8 de agosto de 1968      | Mediciones de la densidad atmosférica                                                   | 23 de junio de 1971                                                    | 22 de junio de 1981                         |
| 40 | Injun 5 (Injun C, IE-C, Ionosphere Explorer-C)                                          | 8 de agosto de 1968      | Investigación magnetosférica                                                            | June 1971                                                              | En órbita                                   |
| 41 | IMP-G (IMP 5, Interplanetary Monitoring Platform-G)                                     | 21 de junio de 1969      | Investigación magnetosférica                                                            | 23 de diciembre de 1972                                                | 23 de diciembre de 1972                     |
| 42 | SAS-A (Small Astronomy Satellite-A, SAS 1)                                              | 12 de diciembre de 1970  | Astronomía de rayos X                                                                   | 4 de enero de 1975                                                     | 5 de abril de 1979                          |
| 43 | IMP-H (IMP 6, Interplanetary Monitoring Platform-H)                                     | 13 de marzo de 1971      | Investigación magnetosférica                                                            | 2 de octubre de 1974                                                   | 2 de octubre de 1974                        |
| 44 | SOLRAD 10 (SE-C, SOLRAD-C)                                                              | 8 de julio de 1971       | Control de la radiación solar (Cobertura para una misión ELINT encubierta)              | 30 de junio de 1973                                                    | 15 de diciembre de 1979                     |
| 45 | SSS-A (S-Cubed A)                                                                       | 15 de noviembre de 1971  | Investigación magnetosférica                                                            | 30 de septiembre de 1974                                               | 10 de enero de 1992                         |
| 46 | MTS (Meteoroid Technology Satellite, METEC)                                             | 13 de agosto de 1972     | Investigación sobre los micrometeoros                                                   | 4 de noviembre de 1974                                                 | 2 de noviembre de 1979                      |
| 47 | IMP-I (IMP 7, Interplanetary Monitoring Platform-I)                                     | 23 de septiembre de 1972 | Investigación magnetosférica                                                            | 31 de octubre de 1978                                                  | En órbita                                   |
| 48 | SAS-B (Small Astronomy Satellite-B, SAS 2)                                              | 15 de noviembre de 1972  | Astronomía de rayos X                                                                   | 8 de junio de 1973                                                     | 20 de agosto de 1980                        |
| 49 | RAE-B (RAE 2, Radio Astronomy Explorer-B)                                               | 10 de junio de 1973      | Radioastronomía                                                                         | 26 de abril de 1977                                                    | En la órbita lunar                          |
| 50 | IMP J (IMP 8, Interplanetary Monitoring Platform-J)                                     | 26 de octubre de 1973    | Investigación magnetosférica                                                            | 7 de octubre de 2006                                                   | En órbita                                   |
| 51 | AE-C (Atmosphere Explorer-C)                                                            | 16 de diciembre de 1973  | Investigación atmosférica                                                               | ?                                                                      | 12 de diciembre de 1978                     |
| 52 | Hawkeye 1, Injun 6 (IE-D, Ionosphere Explorer-D)                                        | 3 de junio de 1974       | Investigación magnetosférica                                                            | 28 de abril de 1978                                                    | 28 de abril de 1978                         |
| 53 | SAS-C (Small Astronomy Satellite-C, SAS 3)                                              | 7 de mayo de 1975        | Astronomía de rayos X                                                                   | 7 de abril de 1979                                                     | 9 de abril de 1979                          |
| 54 | AE-D (Atmosphere Explorer-D)                                                            | 6 de octubre de 1975     | Investigación atmosférica                                                               | 29 de enero de 1976                                                    | 12 de marzo de 1976                         |
| 55 | AE-E (Atmosphere Explorer-E)                                                            | 20 de noviembre de 1975  | Investigación atmosférica                                                               | 25 de septiembre de 1980                                               | 10 de junio de 1981                         |
| 56 | ISEE-1 (ISEE-A)                                                                         | 22 de octubre de 1977    | Investigación magnetosférica (co-misión con ISEE 2 y 3)                                 | 26 de septiembre de 1987                                               | 26 de septiembre de 1987                    |
| 57 | IUE                                                                                     | 26 de enero de 1978      | Astronomía ultravioleta                                                                 | 30 de septiembre de 1996                                               | En órbita                                   |
| 58 | HCMM (AEM-A)                                                                            | 26 de abril de 1978      | Cartografía térmica de la Tierra                                                        | 30 de septiembre de 1980                                               | 22 de diciembre de 1981                     |
| 59 | ICE (ISEE 3, ISEE-C)                                                                    | 12 de agosto de 1978     | Investigación magnetosférica                                                            | 16 de septiembre de 2014                                               | En la órbita heliocéntrica                  |
| 60 | SAGE (AEM-B)                                                                            | 18 de febrero de 1979    | Datos sobre el aerosol estratosférico y el ozono                                        | 7 de enero de 1982                                                     | 11 de abril de 1989                         |
| 61 | MAGSAT (AEM-C)                                                                          | 30 de octubre de 1979    | Se ha cartografiado el campo magnético cercano a la superficie de la Tierra             | 6 de mayo de 1980                                                      | 11 de junio de 1980                         |
| 62 | DE 1 (DE-A)                                                                             | 3 de agosto de 1981      | Investigación magnetosférica                                                            | 28 de febrero de 1991                                                  | En órbita                                   |
| 63 | DE 2 (DE-B)                                                                             | 3 de agosto de 1981      | Investigación magnetosférica                                                            | 1983                                                                   | 19 de febrero de 1983                       |
| 64 | SME                                                                                     | 6 de octubre de 1981     | Investigación atmosférica                                                               | 4 de abril de 1989                                                     | 5 de marzo de 1991                          |
| 65 | AMTPE/CCE (Active Magnetospheric Particle Tracer Explorers/Charge Composition Explorer) | 16 de agosto de 1984     | Investigación magnetosférica                                                            | 12 de julio de 1989                                                    | En órbita                                   |
| 66 | COBE                                                                                    | 18 de noviembre de 1989  | Astronomía de microondas                                                                | 23 de diciembre de 1993                                                | En órbita                                   |
| 67 | EUVE                                                                                    | 7 de junio de 1992       | Astronomía ultravioleta                                                                 | 30 de enero de 2002                                                    | 30 de enero de 2002                         |
| 68 | SAMPEX                                                                                  | 3 de julio de 1992       | Investigación magnetosférica                                                            | June 30, 2004                                                          | 13 de noviembre de 2012.                    |
| 69 | RXTE                                                                                    | 30 de diciembre de 1995  | Astronomía de rayos X                                                                   | 3 de enero de 2012                                                     | En órbita                                   |
| 70 | FAST                                                                                    | 21 de agosto de 1996     | Fenómenos aurorales                                                                     | 2009?                                                                  | En órbita                                   |
| 71 | ACE                                                                                     | 25 de agosto de 1997     | Investigación sobre partículas solares/interplanetarias/interestelares                  | Operativo                                                              | En la órbita L1                             |
| 72 | SNOE                                                                                    | 26 de febrero de 1998    | Investigación atmosférica                                                               | 13 de diciembre de 2003                                                | 13 de diciembre de 2003                     |
| 73 | TRACE                                                                                   | 2 de abril de 1998       | Observatorio solar                                                                      | 21 de junio de 2010 (Hibernación)                                      | En órbita                                   |
| 74 | SWAS                                                                                    | 6 de diciembre de 1998   | Astronomía submilimétrica                                                               | Julio de 2004 hibernación Agosto de 2005 tras la submisión Deep Impact | En órbita                                   |
| 75 | WIRE                                                                                    | 5 de marzo de 1999       | Astronomía infrarroja, la misión principal fracasó debido a la pérdida de refrigerante  | No Survey, limited secondary mission                                   | 10 de mayo de 2011                          |
| 76 | TERRIERS                                                                                | 18 de mayo de 1999       | Investigación atmosférica, el satélite falló poco después de alcanzar la órbita         | 18 de mayo de 1999                                                     | En órbita                                   |
| 77 | FUSE                                                                                    | 23 de junio de 1999      | Astronomía ultravioleta                                                                 | 18 de octubre de 2007                                                  | En órbita                                   |
| 78 | IMAGE                                                                                   | 25 de marzo de 2000      | Investigación magnetosférica                                                            | 18 de diciembre de 2005                                                | Contacto perdido                            |
| 79 | HETE-2                                                                                  | 9 de octubre de 2000     | Astronomía de rayos UV, X y gamma                                                       | Past                                                                   | En órbita                                   |
| 80 | WMAP                                                                                    | 30 de junio de 2001      | Astronomía de microondas                                                                | Octubre de 2010                                                        | Anteriormente en la órbita L2. Órbita solar |
| 81 | RHESSI                                                                                  | 5 de febrero de 2002     | Imágenes de rayos X y gamma de la erupción solar                                        | Operativo                                                              | En órbita                                   |
| 82 | CHIPSat                                                                                 | 13 de enero de 2003      | Espectroscopia ultravioleta y astronomía                                                | 11 de abril de 2008                                                    | En órbita                                   |
| 83 | GALEX                                                                                   | 28 de abril de 2003      | Astronomía ultravioleta                                                                 | 28 de junio de 2013                                                    | En órbita                                   |
| 84 | SWIFT                                                                                   | 20 de noviembre de 2004  | Astronomía de rayos gamma                                                               | Operativo                                                              | En órbita                                   |
| 85 | THEMIS A                                                                                | 17 de febrero de 2007    | Investigación magnetosférica                                                            | Operativo                                                              | En órbita                                   |
| 86 | THEMIS B (ARTEMIS P1)                                                                   | 17 de febrero de 2007    | Investigación magnetosférica                                                            | Operativo                                                              | En órbita                                   |
| 87 | THEMIS C (ARTEMIS P2)                                                                   | 17 de febrero de 2007    | Investigación magnetosférica                                                            | Operativo                                                              | En órbita                                   |
| 88 | THEMIS D                                                                                | 17 de febrero de 2007    | Investigación magnetosférica                                                            | Operativo                                                              | En órbita                                   |
| 89 | THEMIS E                                                                                | 17 de febrero de 2007    | Investigación magnetosférica                                                            | Operativo                                                              | En órbita                                   |
| 90 | AIM                                                                                     | 25 de abril de 2007      | Observación de nubes noctilucentes                                                      | Operativo                                                              | En órbita                                   |
| 91 | IBEX                                                                                    | 19 de octubre de 2008    | Cartografía de la frontera entre el Sistema Solar y el espacio interestelar.            | Operativo                                                              | En órbita                                   |
| 92 | WISE                                                                                    | 14 de diciembre de 2009  | Astronomía infrarroja                                                                   | 2014                                                                   | En órbita                                   |
| 93 | NuSTAR                                                                                  | 13 de junio de 2012      | Astronomía de rayos X de alta energía                                                   | Operativo                                                              | En órbita                                   |
| 94 | IRIS                                                                                    | 27 de junio de 2013      | Astronomía solar UV                                                                     | Operativo                                                              | En órbita                                   |

## Misiones canceladas

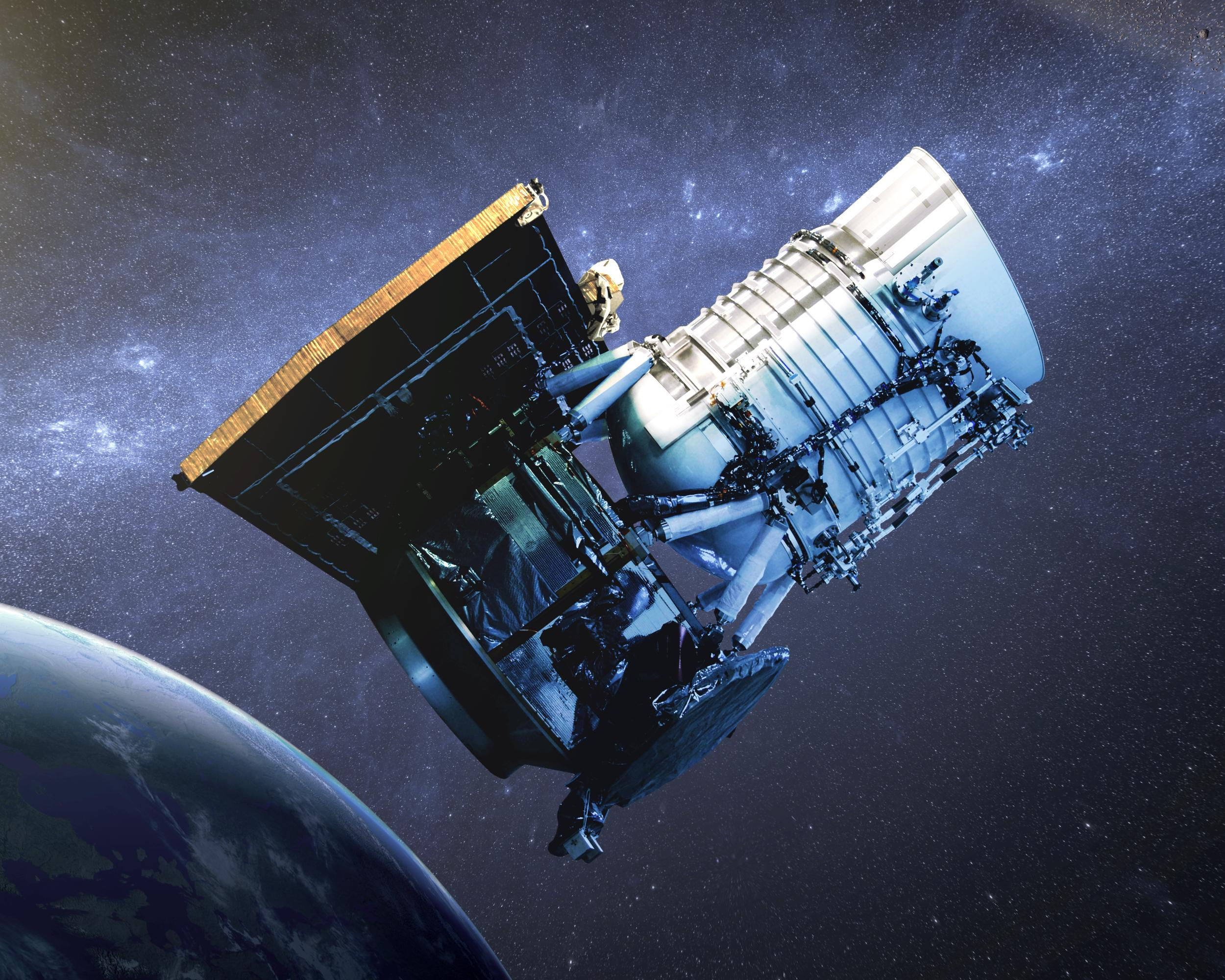
WISE se reinició después de apagarlo

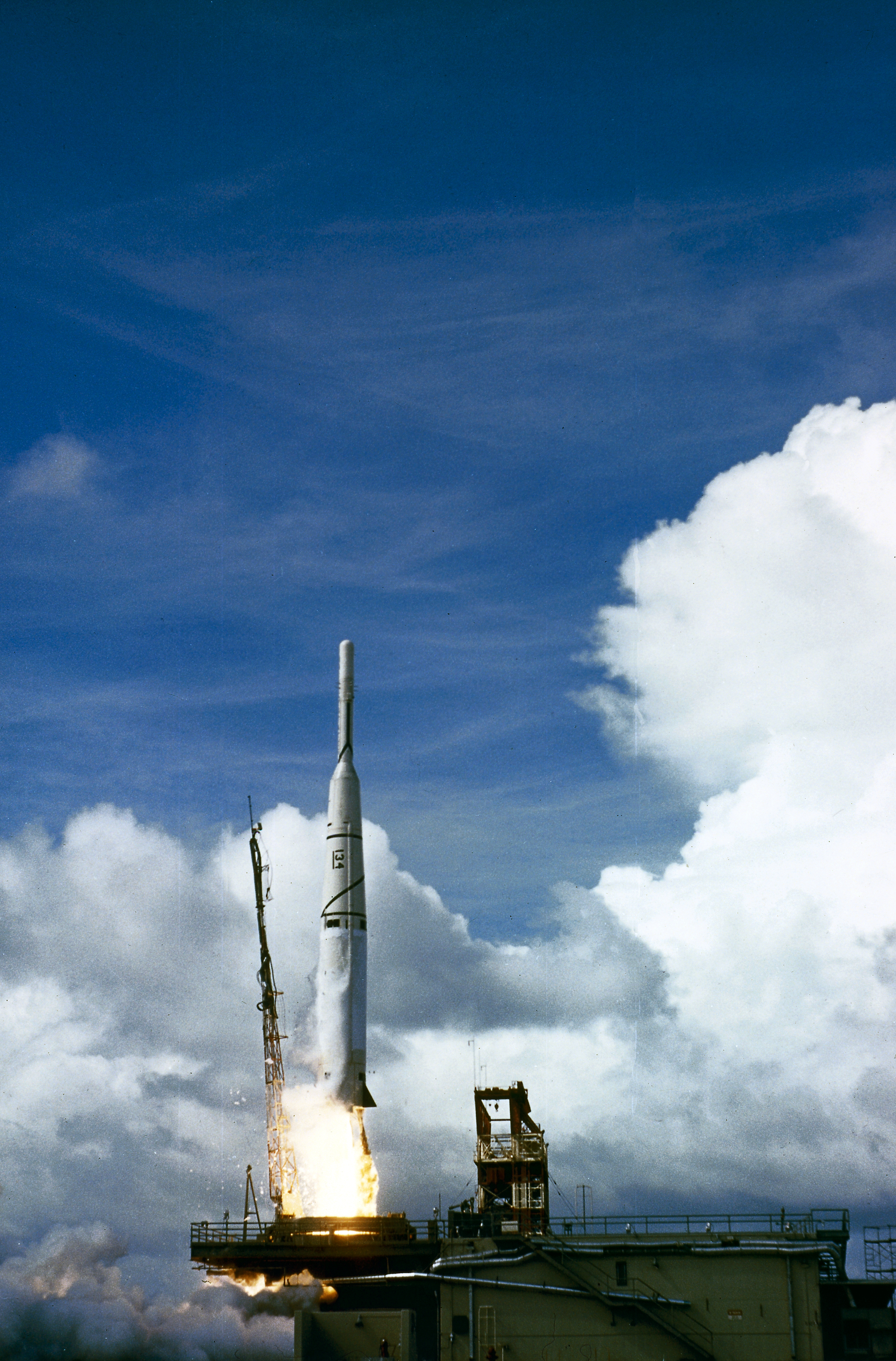
Explorer 6 en un Thor-Able III se lanza en agosto de 1959

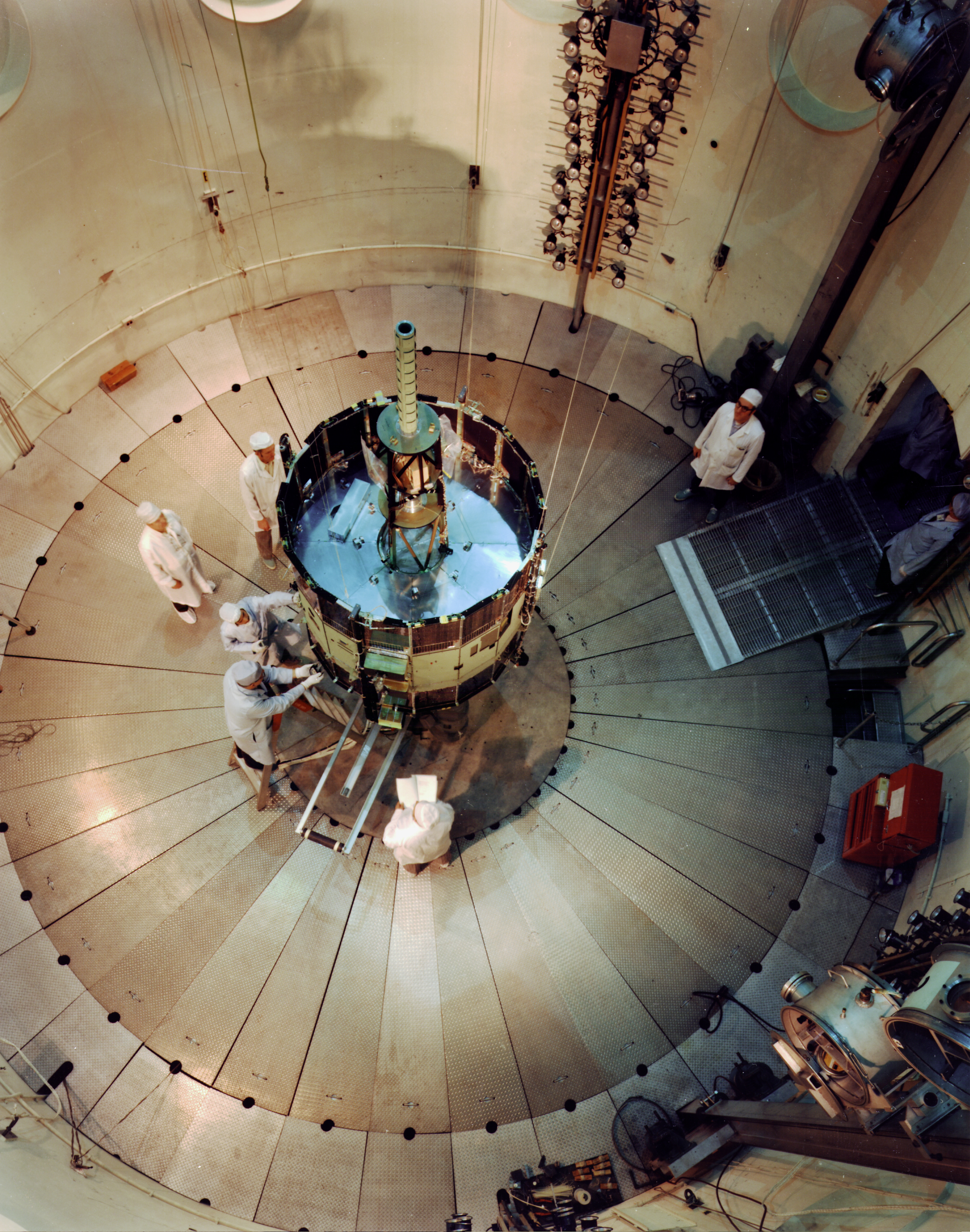
ISEE-C en una cámara de prueba dinámica, 1978

Se proponen muchas misiones, pero no se seleccionan. Por ejemplo, en 2011, el programa Explorers recibió 22 solicitudes de misiones completas, 20 misiones de oportunidad y 8 USPI. Las Misiones de Oportunidad (MO) son pequeñas misiones colaborativas con naves espaciales no operadas por la NASA, como un instrumento adicional. Ejemplos de esto incluyen Astro-H, CINDI, TWINS y HETE-2. A veces, la misión se desarrolla solo parcialmente, pero debe detenerse por razones financieras, tecnológicas o burocráticas. Algunas misiones fallaron al llegar a la órbita, incluidas WIRE y TERRIERS.
Ejemplos de misiones que no fueron desarrolladas o canceladas fueron:
- Owl 1
- Owl 2
- MSS A
- CATSAT (STEDI 3)
- IMEX (UNEX 2)
- FAME (MIDEX 4)
- SPIDR (SMEX 8)
- GEMS (SMEX 13)

Ejemplos de conclusiones de misiones recientes, a veces canceladas debido a limitaciones presupuestarias:
- Galaxy Evolution Explorer - 2013
- Rossi XTE - 2012
- WISE - 2011 Extensión de la misión en 2013 como misión NEOWISE)
- Wilkinson MAP - 2010
- TRACE - 2010 (observatorio solar, véase Solar Dynamics Observatory)
- FAST - 2009